# Acanthoscurria natalensis
Acanthoscurria natalensis é uma espécie de aranha pertencente à família Theraphosidae (tarântulas).